# 中尾健次
中尾健次（なかお けんじ、1950年 - 2012年6月19日）は、日本の歴史学者。専門は日本賤民史、同和教育史。江戸時代の「部落史」研究に多くの業績を残した。

## 来歴
大阪市生まれ。1972年大阪教育大学教育学部社会科学科卒業、1974年同大学院教育学研究科社会科教育修士課程修了（教育学修士）。1974年4月大阪市立鶴見橋中学校教諭、1979年4月大阪市教育研究所（同和教育研究室）所員、1984年4月大阪市教育センター教育研究室所員。1984年10月大阪教育大学に勤務。1988年附属教育実践研究指導センター助教授、1993年同教授。
2012年6月19日、脳出血のため死去。62歳没。

## 著書
- 『江戸社会と弾左衛門』解放出版社、1992.4
- 『弾左衛門 大江戸もう一つの社会』解放出版社、1994.10
- 『江戸の弾左衛門 被差別民衆に君臨した"頭"』(三一新書) 三一書房、1996.2
- 『江戸時代の差別観念 近世の差別をどうとらえるか』三一書房、1997.2
- 『『カムイ伝』のすゝめ 部落史の視点から』解放出版社、1997.5
- 『江戸の大道芸人 大衆芸能の源流』(三一新書) 三一書房、1998.1 「江戸の大道芸人 都市下層民の世界」ちくま文庫 2016.11
- 『差別のまなざしと解放へのあゆみ 三重の部落解放史』みえ人権ブックレット 三重県人権問題研究所、2002.4
- 『部落史50話』解放出版社、2003.6
- 『映画で学ぶ被差別の歴史』解放出版社、2006.6
- 『もうひとつの日本の歴史 絵本』西村繁男 絵 解放出版社、2007.10
- 『新・カムイ伝のすゝめ 部落史の視点から』解放出版社、2009.9

### 共編著
- 『同和教育の理論』(現代教科教育シリーズ) 森実共編. 東信堂、1987.12
- 『弾左衛門関係史料集 旧幕府引継書』全3巻 編. 部落解放研究所、1995.9
- 『人物でつづる被差別民の歴史」黒川みどり共著、 部落解放・人権研究所 編. 部落解放・人権研究所、2004.3
- 『続・人物でつづる被差別民の歴史』黒川みどり共著. 部落解放・人権研究所、2006.4
- 『部落史研究からの発信 第1巻(前近代編)』寺木伸明共編著. 部落解放・人権研究所、2009.3